# Seznam sociologů
Abecední seznam významných sociologů:

## A
- Theodor Adorno (1903-1969), německý kulturní sociolog (Frankfurtská škola)
- Hannah Arendt (1906-1975), německá politická socioložka
- Raymond Aron (1905-1983), francouzský filozof a sociolog
- Giovanni Arrighi (1937-2009), americký sociolog

## B
- Zygmunt Bauman (1925-2017), britský sociolog polského původu
- Ulrich Beck (1944-2015)), německý sociolog
- Edvard Beneš (1884-1948), český filozof, sociolog, právník
- Walter Benjamin (1892-1940), německý kulturní sociolog (Frankfurtská škola)
- Peter L. Berger (1929-2017), rakousko-americký sociolog
- Henri Bergson (1859-1941), francouzský filozof
- Herbert Blumer (1900-1987), americký sociolog
- Pierre Bourdieu (1930-2002), francouzský sociolog
- Ernest Burgess (1886-1966), kanadský sociolog

## C
- Ronald L. Cohen, americký sociální psycholog
- James Samuel Coleman (1926-1995), americký sociolog
- Auguste Comte (1798-1857), francouzský filozof, zakladatel sociologie
- Charles Horton Cooley (1864-1929), americký sociolog

## D
- Robert Dahl (1915-2014), americký politolog
- Ralf Dahrendorf (1929-2009), německo-britský sociolog, filozof a politik
- Nikolaj Jakovlevič Danilevskij (1822-1885), ruský biolog a sociolog
- Émile Durkheim (1858-1917), francouzský sociolog

## E
- Norbert Elias (1897-1990), německý sociolog
- Bedřich Engels (1820-1895), německý sociolog

## F
- Michel Foucault (1926-1984), francouzský filozof a sociolog
- Sigmund Freud (1856-1939), rakouský psycholog (psychoanalýza)
- Erich Fromm (1900-1980), německo-americký psycholog

## G
- Francis Galton (1822-1911), anglický statistik
- Harold Garfinkel (1917-2011), americký sociolog
- Anthony Giddens (1938-), britský sociolog
- Arnošt Gellner (1925-1995), česko-britský filozof a sociální antropolog
- John H. Goldthorpe (1935), britský sociolog
- Erving Goffman (1922-1982), americký sociolog kanadského původu
- Alvin W. Gouldner (1920-1980), americký sociolog
- Antonio Gramsci (1891-1937), italský marxista
- Ludwig Gumplovicz (1838-1909), polsko-rakouský sociolog

## H
- Jürgen Habermas (1929-), německý filozof a sociolog (Frankfurtská škola)
- Patrick Hunout (1967-), francouzský sociolog
- Donna J. Haraway (1944-), americká socioložka a feministka
- Georg F. Hegel (1770-1831), německý filozof
- George C. Homans (1910-1989) americký behavioristický sociolog
- Max Horkheimer (1895-1973), německý sociolog a filozof (Frankfurtská škola)

## K
- Maxim Maximovič Kovalevskij (1851-1916), ruský právník, historik, etnograf a sociolog
- Andrej Korotajev (1961-...), ruský historik, etnograf a sociolog
- Thomas S. Kuhn (1922-1996), americký filozof
- Jan Keller (1955-...), český sociolog, ekolog, publicista

## L
- Paul Felix Lazarsfeld (1901-1976), rakousko-americký sociolog
- Gustave Le Bon (1841-1931) francouzský sociální psycholog a sociolog
- Claude Lévi-Strauss (1908-2009), francouzský antropolog
- Thomas Luckmann (1927-2016), německý sociolog
- Niklas Luhmann (1927-1998), německý sociolog
- Jean-François Lyotard (1924-1998), francouzský filozof

## M
- Bronislaw Malinowski (1884-1942), polský kulturní a sociální antropolog (funkcionalismus)
- Thomas Malthus (1766-1834), anglický demograf
- Tomáš Garrigue Masaryk (1850-1937), český sociolog, filozof a politik
- Karl Mannheim (1893-1947), německý sociolog maďarského původu
- Herbert Marcuse (1898-1979), německo-americký sociolog (Frankfurtská škola)
- Wladyslaw Markiewicz (1920-), polský sociolog
- Karel Marx (1818-1883), německý filozof, ekonom a sociolog
- Marcel Mauss (1872-1950) francouzský sociolog
- George Herbert Mead (1863-1931) americký filozof a sociální psycholog
- Margaret Mead (1901-1978), americká kulturní antropoložka
- Robert K. Merton (1910-2003), americký sociolog (strukturální funkcionalismus)
- Robert Michels (1876-1936), německý politický sociolog
- Charles Wright Mills (1916-1962), americký sociolog
- J. Clyde Mitchell (1918-1995), britský sociální antropolog

## N
- Otto Neurath (1882-1945), rakouský sociolog

## O
- William Fielding Ogburn (1886-1959), americký sociolog

## P
- Vilfredo Pareto (1848-1923), italský ekonom a sociolog
- Robert Ezra Park (1864-1944), americký sociolog
- Talcott Parsons (1902-1979), americký sociolog (strukturální funkcionalismus)
- Karl Pearson (1857-1936), britský statistik
- Jean Piaget (1896–1980), švýcarský vývojový psycholog
- Miloslav Petrusek, (1936 – 2012) český sociolog

## R
- Alfred Reginald Radcliffe-Brown (1881–1955), britský sociální antropolog
- George Ritzer (1940-), americký sociolog

## S
- Henri de Saint-Simon (1760-1825), francouzský filozof a sociální filozof
- Ferdinand de Saussure (1857-1913), švýcarský lingvista (strukturalismus)
- Alfred Schütz (1899-1959), rakouský filozof a sociolog (fenomenologie)
- Albion Woodbury Small (1854-1926), americký sociolog (Chicagská škola)
- Georg Simmel (1858-1918), německý sociolog
- Adam Smith(1723-1790), skotský ekonom a filozof
- Pitirim Sorokin (1889-1968), americký sociolog ruského původu
- Herbert Spencer (1820-1903), anglický filozof
- William Graham Sumner (1840-1910), americký sociolog (Chicagská škola)
- Stanisław Szanter, polský antropolog a sociolog

## T
- Gabriel Tarde (1843-1904), francouzský sociolog a sociální psycholog
- William I. Thomas (1863-1947), americký sociolog (Chicagská škola)
- Alexis de Tocqueville (1805-1859), francouzský politický analytik
- Ferdinand Tönnies (1855-1936), německý sociolog

## V
- Thorstein Veblen (1857-1929), americký ekonom a sociolog

## W
- Lester Frank Ward (1841-1913), americký sociolog
- Alfred Weber (1868-1958), německý sociolog
- Max Weber (1864-1920), německý sociolog
- Louis Wirth (1897-1952), americký sociolog německého původu (Chicagská škola)

## Z
- Florian Znaniecki (1882-1958), polský a americký sociolog (Chicagská škola)

## Fotogalerie

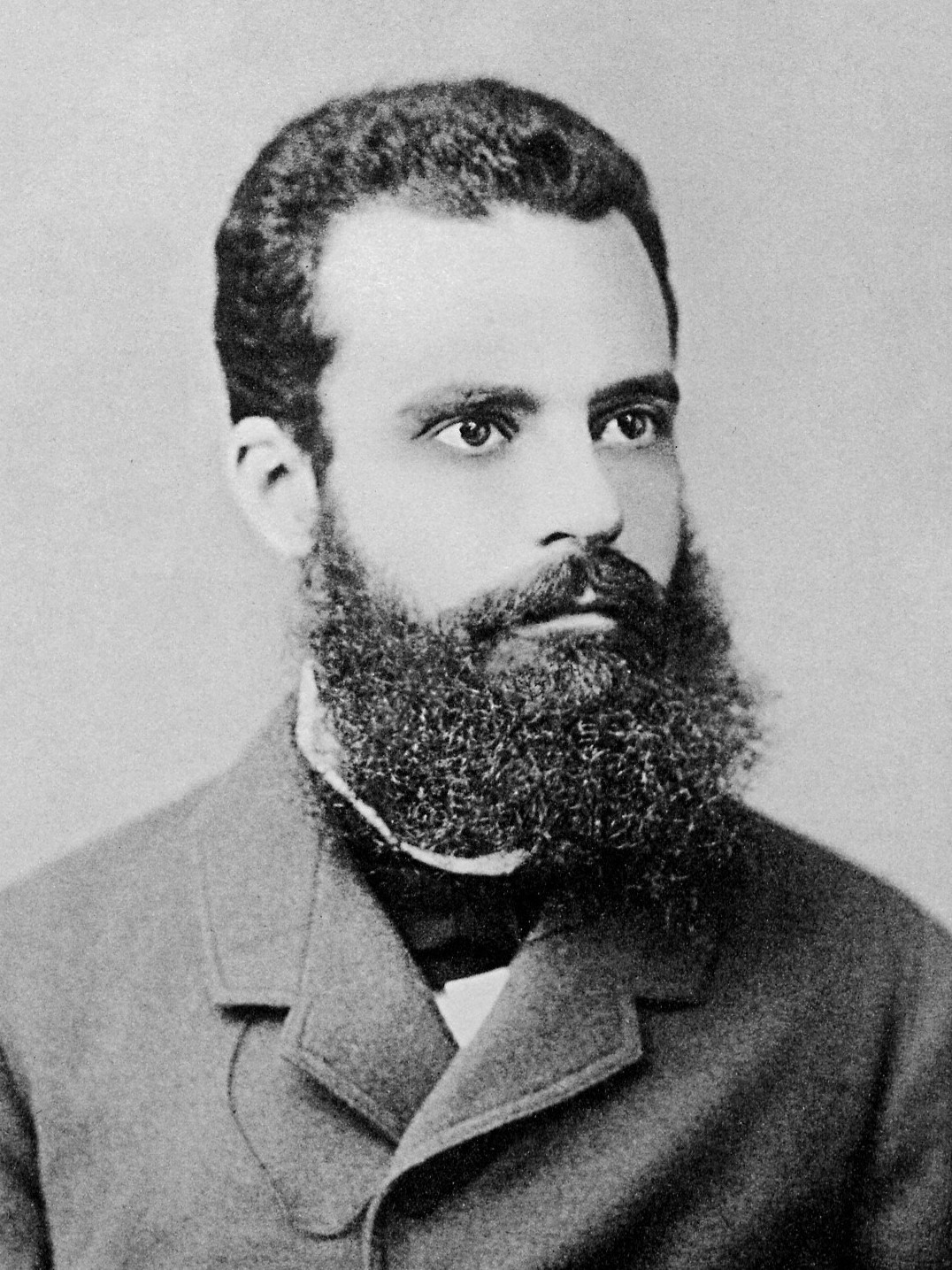
Vilfredo Pareto
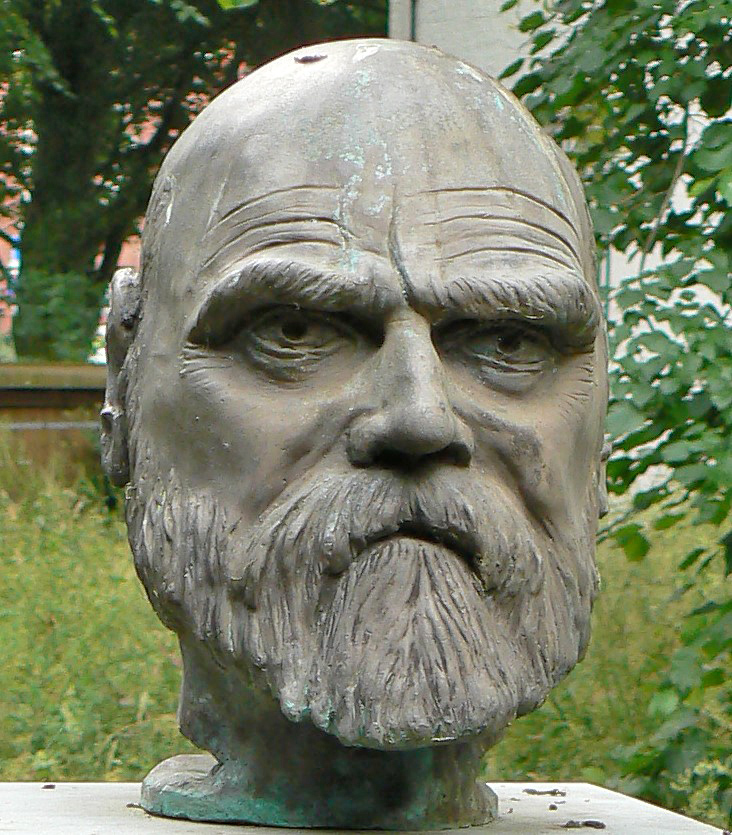
Ferdinand Tönnies
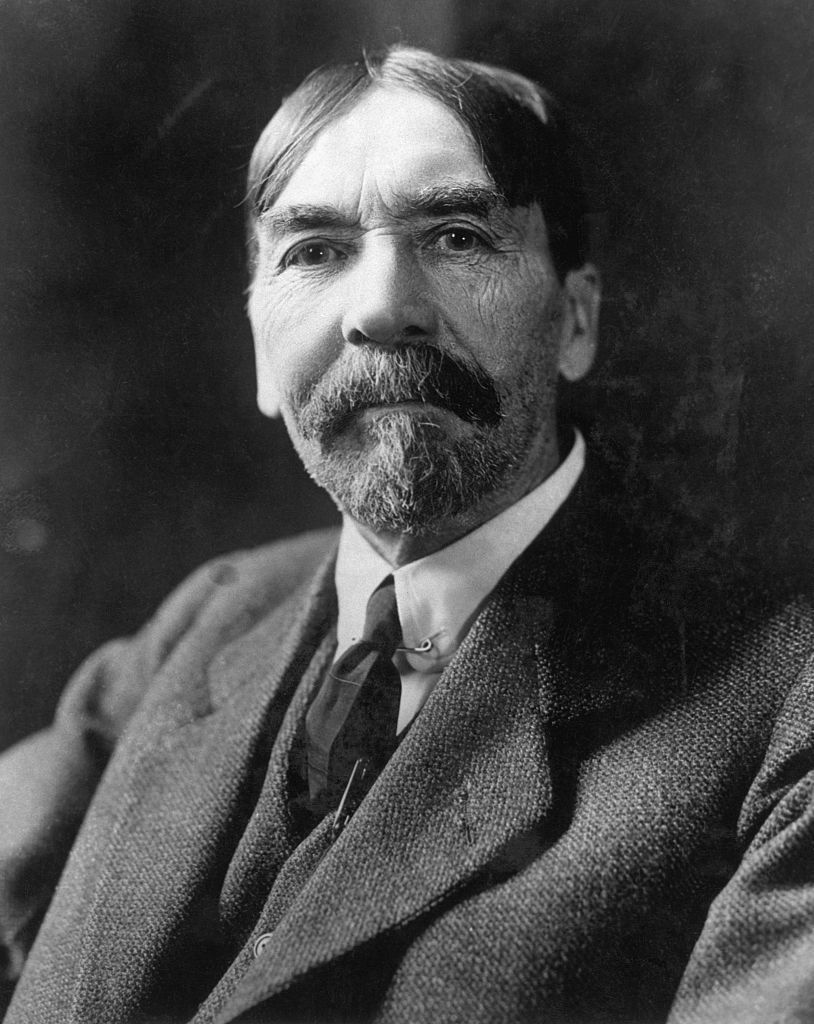
Thorstein Veblen
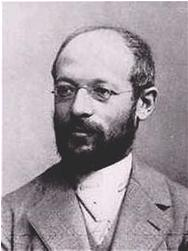
Georg Simmel
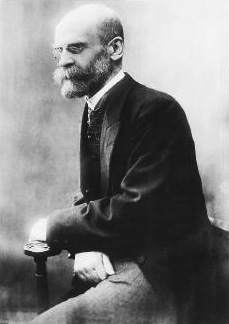
Émile Durkheim
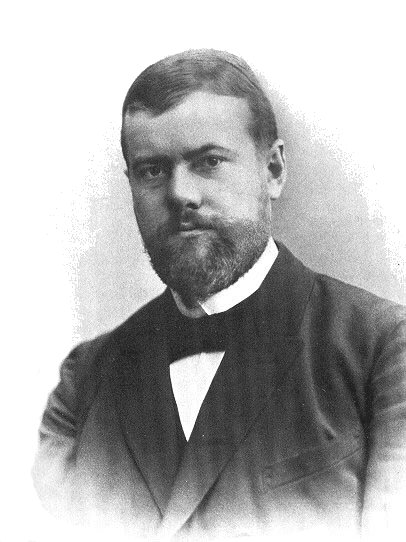
Max Weber